# Carola Bläss
Carola Bläss (* 19. Dezember 1959 in Leipzig) ist eine deutsche Schauspielerin und Kabarettistin.

## Leben
Carola Bläss kam 1959 als Tochter einer Sängerin und eines Oberspielleiters und späteren Intendanten in Leipzig auf die Welt. Ihre Ausbildung zur Schauspielerin erhielt sie von September 1980 bis August 1985 am Elbe-Elster-Theater in Lutherstadt Wittenberg, dem Theater, an dem ihr Vater Helmut Bläss als Intendant tätig war. Hier absolvierte sie auch ihre ersten Bühnenauftritte und bekam bereits während der Ausbildung mehrere Rollen in DEFA- und Fernsehfilmen angeboten. Dem Wittenberger Theater blieb sie bis zu dessen Schließung treu und wurde 2002 erstmals bei den „Kibitzsteinern“ in Halle (Saale), einer reinen Kabarettbühne, engagiert. 
Seit 2006 ist Carola Bläss freiberuflich tätig und leitet das, ehemals zum Wittenberger Elbe-Elster-Theater gehörende, Kabarett „Brett’l-Keller“. Mit den dort entwickelten Programmen tourt sie erfolgreich durch die Bundesrepublik Deutschland. Häufiger Begleiter bei ihren Auftritten ist ihr Schauspielerkollege Kersten Liebold, aber auch ein Programm gemeinsam mit der Sängerin Regina Thoss ist im Angebot.

## Filmografie
- 1983: Moritz in der Litfaßsäule
- 1984: Bockshorn
- 1985: Der Doppelgänger
- 1985: Besuch bei van Gogh

## Theater
- 1979: Gerhard Ebert: Der wilde Mann (Ursel) – Regie: Helmut Bläss (Elbe-Elster-Theater Lutherstadt Wittenberg)
- 1985: Gerd Natschinski/Heinz Kahlow: Planet der Verliebten  (Dina) – Regie: Helmut Bläss (Elbe-Elster-Theater Lutherstadt Wittenberg)
- 2010: William Shakespeare: Ein Sommernachtstraum (Titania) – Regie: Heidrun von Strauch (schillerBühne Halle)

## Eigene Kabarettprogramme
- Fluchverbotszone!
- Frauen sind die besserer Männer
- Männer & Frauen
- Wir sind ein Volk!
- Wisch und weg – Plaudereien einer Klofrau
- Gartenfest – ein Krieg der Zwerge
- Weihnachten ist immer so plötzlich
- Neujahrsempfang bei Madame Schau-Schau
- Es kann der Frömmste …
- Plaudereien aus dem Spülkästchen – Neues von Klofrau Klothilde
- Männer und Frauen passen nicht zusammen
- Kann denn Lästern Sünde sein?
- Früher war alles besser: Mehr Lametta, mehr Schnee